# Davana
Davana eller devana (Artemisia pallens) är en växtart i släktet malörter och familjen korgblommiga växter. Den beskrevs av Augustin Pyrame de Candolle efter Nathaniel Wallich.

## Beskrivning
Davana är en ettårig, liten och örtartad växt med en angenäm doft. Den är upprätt och rikt grenad, omkring 40–60 centimeter hög, och täckt med fina gråvita hår. Bladen är blågröna och flikiga.

## Utbredning
Arten härstammar antagligen från södra Indien, men finns inte längre i vilt tillstånd utan endast som odlad, särskilt i delstaterna Karnataka, Tamil Nadu och Andhra Pradesh.

## Användning
Davana har traditionellt odlats för sina väldoftande blad och blommor, som bland annat använts i religiösa ceremonier. På 1960-talet upptäckte amerikanska och europeiska parfymtillverkare växten, och sedan 1970 har den odlats kommersiellt för sin eteriska olja.